# Fractura del eje de la tibia
Fractura del eje de la tibia es una fractura del tercio proximal (superior) de la tibia (hueso inferior de la pierna). Debido a la ubicación de la tibia, con frecuencia se lesiona. Por lo tanto, es el hueso largo del cuerpo humano que más se fractura.

## Exploración
Los pacientes con fracturas del eje tibial presentan dolor e hinchazón localizada. Debido al dolor, no pueden soportar peso. Puede haber deformidad, angulación o alteración de la pierna. Las fracturas abiertas (hueso expuesto o fractura de la piel) son comunes.

## Mecanismo de lesión
Dado que aproximadamente un tercio de la tibia se encuentra directamente debajo de la piel, las fracturas abiertas son comunes en comparación con otros huesos largos. Estas fracturas abiertas son causadas más comúnmente por traumatismos de alta velocidad (por ejemplo, colisiones de vehículos automotores), mientras que las fracturas cerradas ocurren más comúnmente por lesiones deportivas o caídas. La osteoporosis puede ser un factor contribuyente. Las lesiones de esquí y fútbol (soccer) también son culpables comunes.

## Diagnóstico

### Examen
Antes de la realineación y la inmovilización se realiza una evaluación para garantizar que no haya heridas abiertas, contusiones de tejidos blandos o lesiones neurovasculares.

### Radiografía
Las radiografías anteroposterior (AP) y lateral que incluyen toda la longitud de la parte inferior de la pierna (rodilla a tobillo) son muy sensibles y específicas para las fracturas del eje tibial.

### Clasificación
Dos sistemas de clasificación de fracturas se usan comúnmente para ayudar al diagnóstico y el manejo de las fracturas del eje de la tibia:
- Clasificación de Oestern y Tscherne
- Clasificación Gustilo-Anderson
- El manejo depende de la determinación de si la fractura está abierta o cerrada.

## Tratamiento

### Tratamiento no quirúrgico
El tratamiento no quirúrgico de las fracturas de la diáfisis de la tibia ahora se limita a fracturas cerradas, estables, aisladas y mínimamente desplazadas causadas por un mecanismo de lesión de baja energía. Este tratamiento consiste en la aplicación de un yeso de pierna larga.

### Tratamiento quirúrgico
El tratamiento quirúrgico generalmente está indicado para fracturas traumáticas de alta energía. El clavado intramedular es una técnica común, pero la fijación externa puede tener resultados equivalentes.

## Epidemiología
Las fracturas del eje de la tibia son las fracturas de huesos largos más comunes. Representan aproximadamente el 4% de las fracturas observadas en la población de Medicare.